# 시라하마정
시라하마정(일본어: 白浜町)은 일본 와카야마현 니시무로군의 정이다. 지바현 등에도 시라하마라는 지명이 있어서 난키시라하마(南紀白浜)라고 불리기도 한다. 예로부터 온천 마을로 유명했다.

## 지리
와카야마현 남서부 해안을 따라 위치해 관광과 농업을 주된 산업으로 하고 있다. 특히 관광업은 여름의 바다에서는 작은 열대어와 함께 헤엄칠 수도 있는 등 연중 온난한 기후이고, 난키시라하마 온천과 쓰바키 온천 등의 온천이 많이 있어 연중 관광객을 모은다. 시라하마 등 해수욕장 부근을 중심으로 리조트 시설과 기업이나 각종 단체의 별장, 휴양소가 다수 모여 있다.

## 역사
- 1889년 4월 1일 - 정촌제 시행으로 니시무로군 세토카나야마촌이 성립하였다.
- 1929년 6월 - 쇼와 천황이 방문했다. 시라하마의 생물에 관심을 갖고 사람을 통해 자주 표본 채취가 이루어지게 되었다.
- 1940년 3월 1일 - 니시무로군 세토카나야마촌이 정으로 승격, 개칭해 시라하마정이 되었다.
- 1955년 3월 15일 - 미나미톤다촌을 편입하였다.
- 1958년 7월 1일 - 돈다촌, 다나베시의 일부를 편입하였다.
- 2006년 3월 1일 - 히키가와정과 합병해 새로운 시라하마정이 탄생하였다.
- 2024년 8월 8일 - 난카이 해곡 지진 관련 정보의 발행에 수반해 독자적으로 정내 해수욕장을 폐쇄 조치했다가 같은 달 15일에 폐쇄가 해제되었다.

## 교통

### 철도
- 서일본 여객철도 기세이 본선(기노쿠니선)
  - (← 니시무로군 스사미정) - 기이히키역 - 쓰바키역 - 기이톤다역 - 시라하마역 - (니시무로군 가미톤다정 →)

### 공항
- 난키시라하마 공항

### 도로
- 한와 자동차도
- 국도 42호선